# I AM YOUR SINGER

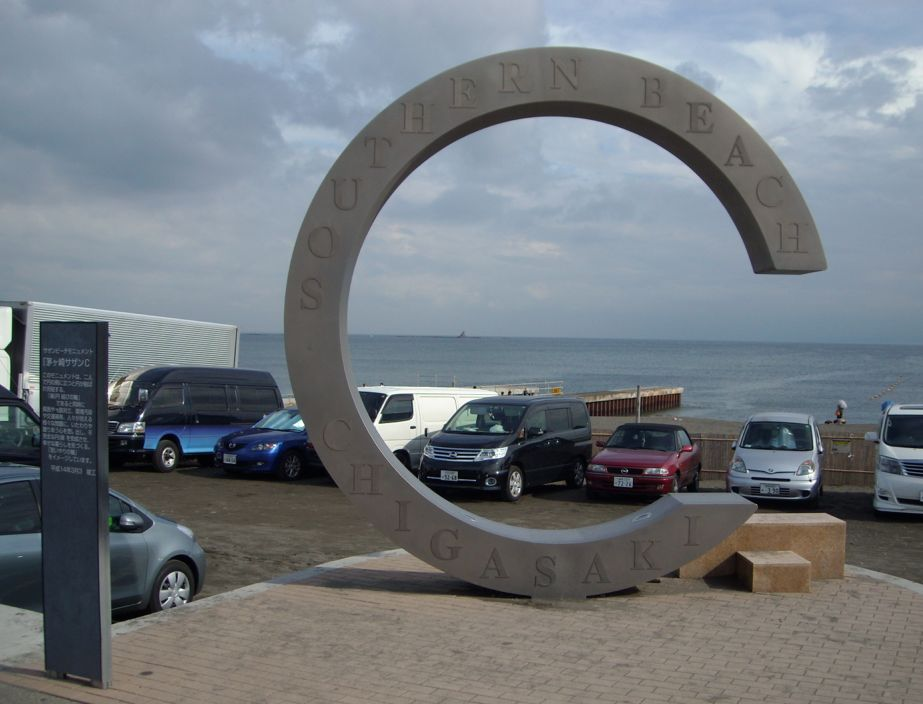
ジャケット写真に使用されているサザンビーチちがさきのモニュメント『茅ヶ崎サザンC』

「I AM YOUR SINGER」（アイ・アム・ユア・シンガー）は、サザンオールスターズの楽曲。自身の53作目のシングルとして、タイシタレーベルから12cmCD・12インチレコードで2008年8月6日に発売された。キャッチコピーは「すべての音楽を愛する人たちへ。30年間の気持ちを込めて。」。
2014年12月17日からはダウンロード配信、2019年12月20日からはストリーミング配信が開始されている。

## 背景
前作「DIRTY OLD MAN 〜さらば夏よ〜」以来約2年ぶりとなるシングル作品。
2008年5月12日付の東京スポーツの夕刊に「サザン解散」といった内容の飛ばし記事が報じられた。ビクターが憶測記事として解散を否定して、19日に詳細を発表するとコメントした。そして、2008年5月19日分の朝日新聞には「サザンから重大発表。」と題し、メンバーが鶴の恩返しを思わせるコスプレをした写真と、年内の活動に関する6つの発表がなされた広告が掲載され、その中の3つはシングル発売・30周年記念ライブ『真夏の大感謝祭』開催・翌年以降の無期限活動休止に関するもの、後の3つは全て桑田のジョークであり、当時開設された特設サイトでは、前者の詳細と後者のジョークにちなんだネタが掲載された。この発表時に本作の発売も発表されたが、この時にはタイトルは発表されておらず、デビュー30周年記念シングルとして発売日だけ発表されていた。

## リリース
前作同様、本作にも初回限定特典を付属。これまでのステッカーやシールなどといったいわゆる"初回盤のみに用意されているおまけ"的なものを外れ、本作ではサザンのデビュー30周年にちなみ、30万セットの完全限定生産での初回盤となった。こちらは、公式に“真夏の大感謝BOX”と名づけられ、内容は1995年に発売されたベスト・アルバム『HAPPY!』発売時に付属されていた法被のリニューアル版となっており、CDケースではなくこれらを含んだ特製"化粧箱"と冠したボックス仕様での発売となった。通常盤、同時に初回生産でこれまで同様アナログ盤も発売された。この初回生産盤は後述の通り予約でほぼ完売し、発売から2日足らずで店頭から姿を消したと報じられた。

## プロモーション
本作発売に当たっては、表題曲「I AM YOUR SINGER」よりも先にCMタイアップのついたカップリング曲「OH!! SUMMER QUEEN 〜夏の女王様〜」の情報・音源が公開された。
テレビ披露
| 放送日        | 番組名                                                                                        | 放送局     | 披露曲 | 出典   |
| ------------- | --------------------------------------------------------------------------------------------- | ---------- | --- | ------ |
| 2008年8月8日  | サザンオールスターズ デビュー30周年記念特番 ミュージックステーション まるごとサザンスペシャル | テレビ朝日 | 「I AM YOUR SINGER」 「OH!! SUMMER QUEEN 〜夏の女王様〜」 「勝手にシンドバッド」 「LOVE AFFAIR 〜秘密のデート」 「真夏の果実」 「エロティカ・セブン」                           | [ 16 ] |
| 2008年8月10日 | Music Lovers                                                                                  | 日本テレビ | 「I AM YOUR SINGER」 「OH!! SUMMER QUEEN 〜夏の女王様〜」 「LOVE AFFAIR 〜秘密のデート」 「涙のキッス」 「真夏の果実」 「ロックンロール・スーパーマン～Rock’n Roll Superman～」 |        |
| 2008年9月24日 | COUNT DOWN TV                                                                                 | TBS        | 「I AM YOUR SINGER」 「ロックンロール・スーパーマン 〜Rock'n Roll Superman〜」 「Ya Ya (あの時代を忘れない)」 「マンピーのG★SPOT」                                              |        |

## 受賞歴
| 年     | 音楽賞                         | 結果                 | 出典   |
| ------ | ------------------------------ | -------------------- | ------ |
| 2009年 | 第23回日本ゴールドディスク大賞 | ザ・ベスト10シングル | [ 17 ] |

## チャート成績
2008年8月18日付のオリコン週間ランキングで初週35.7万枚を売り上げて初登場1位を獲得した。前作から2作連続で通算14作目の首位を獲得し、初週売上が30万枚を超えるのは、2003年に発売した「涙の海で抱かれたい 〜SEA OF LOVE〜」以来である。
オリコンによる本作の登場週数は22週である。
自身のシングルCDでは、「TSUNAMI」が最も売れた作品に当たるが、ダウンロード配信では本作が最も売れた作品になる。

## 収録曲
- 収録時間：13:17

1. I AM YOUR SINGER (4:26)
（作詞・作曲：桑田佳祐 / 編曲：サザンオールスターズ）
メンバー全員出演のKDDI・沖縄セルラー電話『au LISMO』キャンペーンCMソング。また、アサヒ飲料「三ツ矢サイダー」CMソング[注釈 2]。
30年間の感謝の気持ちを詞に込めた楽曲。タイトルの"YOUR"はファンやこれまで出逢えた全ての人を指す。歌詞のテーマは他に、別れや再会へ向けたメッセージなど、サザンの活動休止において桑田が述べていた内容が含まれている。本楽曲の曲調・アレンジや歌詞について桑田本人は「Perfumeじゃないですけどね（笑）。ちょっとケミカルなポップ・アートを意識しました」「詞に関しては、当日のライヴを夢想しながら作りました。でも、この30年間というより、ここ数年くらいを簡単に振り返った感覚っていうのかな？　“非常に手短ではございますが”みたいな（笑）」と語っている[20][21][22][23]。楽曲はこれまでシングル曲で続いていたバンドサウンドとは一線を画し、全編にわたり1980年代のニュー・ウェイヴのような打ち込み音の使用（ドラムスなど）し、生音であるボーカルやギターにもエフェクトを施すなど、デジタルロックに仕上がっている[23][24]。
ミュージック・ビデオは宇宙から帰還したサザンのメンバー[注釈 3]、本編ではその宇宙船内での模様、船外活動などをパロディにしている。なお、船外活動のシーンでメンバーが乗っていたカートには桑田の地元・神奈川県茅ヶ崎市で夏に開催される「浜降祭」の文字が書かれたステッカーが貼られていた。発売当時にはサザンのメンバーの他にエド・はるみやエキストラが出演したバージョンとサザンのみが出演しているバージョンの2種類が制作された[25]。現在は後者が正式なMVとして取り扱われている[26]。前作に引き続き振り付けがなされており、ライブ「真夏の大感謝祭」でもメンバーは楽器を演奏せず、MVと同様のダンスを踊っていた。当時持病のヘルニア悪化のため演奏に不参加だった野沢秀行もこの曲にはダンスで参加している[27]。
2. OH!! SUMMER QUEEN 〜夏の女王様〜 (4:19)
（作詞・作曲：桑田佳祐 / 編曲：サザンオールスターズ）
資生堂『サマーキャンペーン』CMソング。
桑田は本楽曲について「この曲は、サザンのいつもの“夏に呼ばれる感じ”に、自分たちが完全に乗っかっちゃってますけどね（笑）」「今回のシングル、普通ならこっちがいわゆるA面（表題曲）になると思うんですよ。でもそこを敢えてカップリングにしてるんです。もしこれがA面だったら、いつものサザンの包装紙かもしれないけど、今回は今まで使って来なかった包装紙でくるんで、みんなに一風変わった30年のお礼を言いたかったってこともありますね」と語っている[21]。歌詞の内容は、エロティックな表現や日本語と英語の口語表現を多用したものになっている。
3. すけっちぶっく (4:30)
（作詞・作曲：原由子 / 編曲：サザンオールスターズ & 斎藤誠 / 管編曲：山本拓夫 & 斎藤誠）
原由子のボーカル曲。サザン名義では珍しく原本人が作詞・作曲を担当した楽曲である。本楽曲の発表に際して桑田は「原坊とは、“女の作家としての独特の目のつけどころみたいなものが、これからの彼女の音楽人生の中で、素直な形でストレートに出ればいいねぇ”なんて話をしてたんですけどね。あと、次のタイミングで彼女がソロ・アルバム作るときの試金石になるような曲になっていけたらって。どこかから曲を依頼されて単発の仕事として書くのではなく、ひとつの連続性の中での女性アーティストとしての姿が見えるものをね。まあ、ジョニ・ミッチェルやキャロル・キングじゃないですけど」という旨を発言している[21]。

## 参加ミュージシャン
- 桑田佳祐:Vocal(#1〜2)、Chorus, Guitars, Bass（#1〜3）、Hand Claps, Samba Whistle（#1）
- 関口和之:Bass（#1〜3）
- 松田弘:Drums（#1〜3）
- 原由子:Keyboards, Hammond Organ（#1〜3）、Hand Claps（#1）、Chorus（#1,3）、Vocal（#3）
- 野沢秀行:Percussion（#1〜3）

- I AM YOUR SINGER
  - 斎藤誠:Electric & Acoustic Guitars
    - by the courtesy of tearbridge production／AVEX ENTERTAINMENT INC.

  - 片山敦夫:Keyboards
  - 山本拓夫:Brass Dubbing Adviser
  - 西村浩二:Trumpet
  - 角谷仁宣:Computer Programming
- OH!! SUMMER QUEEN 〜夏の女王様〜
  - 斎藤誠:Electric & Acoustic Guitars
  - 片山敦夫:Keyboards
  - 成田昭彦:Percussion
  - 山本拓夫:Tenor Sax, Alto Sax
  - 角谷仁宣:Computer Programming
- すけっちぶっく
  - 斎藤誠:Electric & Acoustic Guitars
  - 片山敦夫:Dubbing Adviser
  - 山本拓夫:Tenor Sax
  - 竹野昌邦:Tenor Sax
  - 西村浩二:Trumpet
  - 菅坡雅彦:Trumpet
  - 角谷仁宣:Computer Programming

## 収録アルバム
| 曲名                             | 作品名         |
| -------------------------------- | -------------- |
| I AM YOUR SINGER                 | 海のOh, Yeah!! |
| OH!! SUMMER QUEEN 〜夏の女王様〜 | 海のOh, Yeah!! |
| すけっちぶっく                   | アルバム未収録 |

## ミュージック・ビデオ収録作品
| 曲名                             | 作品名                                                            | 備考                  |
| -------------------------------- | ----------------------------------------------------------------- | --------------------- |
| I AM YOUR SINGER                 | 真夏の大感謝祭 LIVE                                               | DVD初回限定盤のみ収録 |
| I AM YOUR SINGER                 | 21世紀の音楽異端児 (21st Century Southern All Stars Music Videos) |                       |
| OH!! SUMMER QUEEN 〜夏の女王様〜 | 未収録                                                            |                       |
| すけっちぶっく                   | 未収録                                                            |                       |

## ライブ映像作品
| 曲名                             | 作品名                                                                                            |
| -------------------------------- | ------------------------------------------------------------------------------------------------- |
| I AM YOUR SINGER                 | 真夏の大感謝祭 LIVE                                                                               |
| I AM YOUR SINGER                 | LIVE TOUR 2019 “キミは見てくれが悪いんだから、アホ丸出しでマイクを握ってろ!!” だと!? ふざけるな!! |
| OH!! SUMMER QUEEN 〜夏の女王様〜 | 真夏の大感謝祭 LIVE                                                                               |
| OH!! SUMMER QUEEN 〜夏の女王様〜 | 茅ヶ崎ライブ2023                                                                                  |
| すけっちぶっく                   | 未収録                                                                                            |